# Хулі-цзін

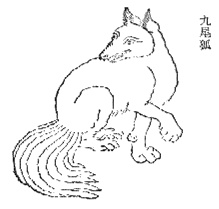
Істота, що з'являється в «Шань хай цзін» під ім'ям лисиці з 9-ма хвостами (九尾狐)

Хулі-цзін (кит.: 狐狸精; літ.: 'дух лисиці') або jiuweihu (九尾狐 літ.: 'лисиця з 9-ма хвостами') — китайська міфологічна істота, яка може бути добрим або злим духом.Також використовується як метафора в значенні «спокусниця». Споріднена з японською кіцуне, корейською куміхо.

## Історія
Лисиці з 9-ма хвостами зустрічаються у китайському фольклорі, літературі і міфології, де за різних обставин можуть бути хорошим або поганим знаком.
Під час династії Хань в китайській культурі почали розвиватися уявлення про міжвидові трансформації. Ідеї, згідно яких різні істоти з віком могли приймати людську подобу представлені у таких роботах, як Lunheng  Ван Чуна (27-91). З розвитком цієї традиції в переказах сформувалася здатність лисиці до зміни зовнішнього вигляду.

## Опис
Хулі-цзін приписується надзвичайна краса, гострота розуму, хитрість, підступність, спритність і невловимість. У своєму первісному вигляді це звичайна лисиця. Основним показником сили чаклунських чар є її вік. Проживши 50 років лисиця може перетворюватися на жінку, через 100 років – на чоловіка-чаклуна і дізнаватися про те, що відбувається за «тисячу лі» від неї. Через 1000 років життя лисиці відкриваються закони Неба і вона стає Небесною лисицею – трьома зірками в сузір'ї Скорпіона. Хулі-цзін мешкають в печерах і люблять холод. Обожнюють курятину. Можуть змінювати забарвлення хутра, хоча звичайний колір — яскраво рудий. Вони володіють особливими чарами, при торканні хвостом землі може виникати полум'я. З віком у них з’являється дар передбачення. Часто живуть в зграї. Зустрічаються поблизу або безпосередньо на цвинтарях. Своїми підступними жартами завдають багато неприємностей смертним, а інколи навіть вбивають людей. Проте, іноді хулі-цзін можуть також допомогти і підтримати людину, що, втім, відповідає їхній непередбачуваній і мінливій жіночій природі.

## Поклоніння
Поклоніння лисицям під час династії Тан згадуються в тексті під назвою Ху Шень (虎神): 
"З самого початку династії Тан багато людей  поклонялися духам лисиць. Вони роблять жертвоприношення і просять у них заступництва. Лисиці діляться з людьми їжею і напоями..."
В період династії Сун культ духу лисиці, зокрема, присвячений Да Цзі, став незаконним, щоправда такі обмеження виявилися невдалими. Наприклад, в 1111 році був виданий імператорський указ, що передбачав знищення багатьох святинь у Кайфені, в тому числі присвячених Да Цзі.

## В міфології
У китайській міфології вважається, що всі створіння можуть приймати людську подобу, набувати чарівних властивостей і безсмертя за умови того, що вони знайдуть джерело такої енергії, як наприклад людський подих або еліксир з місяця або сонця.
Опис лисиць-перевертнів нерідко зустрічається в середньовічній китайській літературі. Хулі-цзін найчастіше постають у вигляді молодих, вродливих дівчат. Одним з таких популярних персонажів була Да Цзі (妲己), напівлегендарна наложниця останнього імператора династії Шан (1600-1046 рр. до н.е.), який зображується у романі "Канонізація божеств" в період династії Мін. Згідно з легендою, красуня-донька генерала, вона була проти власної волі видана заміж за правителя-тирана Чжоу Сіня (紂 辛 Zhòu Xīn). Богиня Нюйва за образу доручила лисиці-перевертню помститися, ввійшовши в тіло Да Цзі, вигнавши звідти справжню душу наложниці. Під виглядом Да Цзі лисиця-перевертень і жорстокий правитель придумали і здійснили багато жорстоких та хитромудрих каверз і тортур для своїх підлеглих, наприклад, змушуючи їх обіймати розпечені залізні прути. Через таке нестерпне життя піддані імператора влаштували заколот, в результаті якого закінчилася династія Шан і почалася ера правління імператорів Чжоу. Пізніше напівлегендарний прем'єр-міністр імператора Веня Цзян Цзия екзорціював дух лисиці з тіла Да Цзі, а богиня Нюйва покарала лисицю з дев'ятьма хвостами за надмірну жорстокість.

## Зовнішні посилання
- Fox Spirits in Asia [Архівовано 11 серпня 2011 у Wayback Machine.] - "largest bibliography of fox-spirit material on the web."
- 北方的民间信仰-狐仙